# Fala Baixo Senão Eu Grito
Fala Baixo Senão eu Grito é a peça de estréia da dramaturga paulista Leilah Assumpção.
Foi encenada pela primeira vez em 1969. Recebeu o prêmio Molière e  o prêmio da APCT - Associação Paulista de Críticos Teatrais, atual Prêmio APCA (Associação Paulista de Críticos de Arte). A direção foi de Clóvis Bueno. A atriz Marília Pêra fez o papel de Mariazinha, uma solteirona virgem que vive em um pensionato de freiras. Paulo Villaça fez o ladrão que, numa certa noite,  pula a janela do quarto de Mariazinha com a intenção de roubar. Na conversa entre os dois, que dura a noite toda, a solteirona revela ao público e si mesma suas frustações.